# Batalla de la defensa de Comayagua
En fecha 17 de abril de 1826 el Vicario de Honduras José Nicolás Irías Midence -enemigo- del Jefe Supremo del Estado de Honduras, licenciado Dionisio de Herrera, en su condición de Diputado se presenta ante la Asamblea de Honduras con seden la capital Comayagua y propone moción de censura contra el actual jefe de Estado y que se realicen elecciones para Jefe y Vicejefe de Estado, ya qué quien ocupa el cargo Herrera, se encuentra fuera de plazo, qué su elección era interinamente y que debía renunciar. El Presidente de la Asamblea le menciona al Vicario Irías Navas qué la Asamblea no se encuentra completa, ya que algunos Diputados de todos los Departamentos que componen el Estado de Honduras, no estaban presentes.

## Conspiración
José Nicolás Irías Midence en su descontento buscó asociarse con personalidades que pudieran hacer efectiva su posición; uno de ellos fue Juan Lindo, representante por Choluteca, que además pidió la disolución del Senado de Honduras. Irías también buscó la ayuda de Arce y Fagoaga y del Arzobispo Casano para realizara el complot. Entretanto el Vicario nombró al Teniente Coronel José Ignacio Córdova como Comandante de las Fuerzas en Tegucigalpa, así también se prepararía para cualquier evento armado y mientras tanto, incito a los clérigos a que obraran misa en contra de Dionisio de Herrera, el pueblo hondureño en su mayoría fanáticos e ignorante empezaron a realizar turbas y manifestaciones contra el gobierno de Herrera, a tanto que le prendieron fuego a su biblioteca privada, enriquecida con sendos tomos de lectura y educación académica, en su mayoría en idioma francés. -"es por ello que también se acuso a Herrera de hereje y miembro de la masonería"-.

## Atentado a Dionisio de Herrera
La noche del 1 de noviembre de 1826 mientras la noche imperaba en Comayagua y aprovechando la oscuridad, fanático/s abrieron fuego desde la calle al interior de la casa del Jefe de Estado de Honduras licenciado Dionisio de Herrera, poniendo en peligro la vida del mandatario Herrera, de su esposa Micaela Josefa Quezada Borjas y de su hijo. Las autoridades no pudieron dar con los hechores. 

## Excomunión de Irías Midence
Se excomulgo al Vicario José Nicolás Irías Midence pero siempre mantedría su cargo como Diputado, continuó con sus pretensiones, aduciendo que todo era una trama en contra de la Iglesia, encontrando a más allegados, los representantes de Gracias y Santa Bárbara, que unidos a los de Choluteca desconocieron la autoridad del Jefe Supremo de Estado.

## Inicio del complot y asedio a Comayagua
Manuel José Arce envía al Teniente coronel José Justo Milla al mando del 2do Batallón Federal con destino a los cultivos de tabaco de "Los Llanos de Santa Rosa" (actual Santa Rosa de Copán) con el pretexto de custodiarlos, esto llevaba doble propósito, hacerse de ese sector capitalista hondureño y proteger a Irias Midence que se encontraba en Erandique, la invasión a Honduras ya se había iniciado.         
El 4 de abril de 1827 60 leguas distaban a "Los Llanos de Santa Rosa" de la capital del Estado Comayagua, a la que el Teniente coronel Justo Milla avisto desde la sierra montañosa, la ciudad colonial de Comayagua se encuentra situada en un valle; Milla se estableció con su tropa en la Iglesia de San Sebastían y ordenó cerrar las principales vías de acceso a la misma. 
El comandante del Ejército de Honduras y leal a Dionisio de Herrera era el Coronel Antonio Fernández, quien al ser avisado de que el enemigo se encontraba cercando la ciudad y como les superaban en números, ordenó se atrincherara la plaza y se protegiera la sede de mando donde se encontraba Herrera. Milla ordenó sitiar la capital.

### Sitio de la ciudad
Los soldados de Milla -guatemaltecos- en su mayoría incendiaron y saquearon varias casas de Comayagua, que no estaban resguardadas. hubo un saqueo de diversas iglesias incluida la Catedral de la ciudad, robando una incalculable cantidad de piezas artísticas. Las balas se cruzaron por espacio de 36 días de asedio, un mes fue suficiente para que la falta de víveres y de agua, munición, mientras el hambre y el cansancio se apodera de civiles y de soldados mal preparados.  
Llegó el 9 de mayo de 1827 fecha en qué el coronel Antonio Fernández se rindió ante el enemigo sitiador, Fernández asistió a un encuentro con Milla y capituló la rendición de Honduras, con una petición para él, mantener su cargo militar y entregar como prisionero de guerra a Herrera. Mientras, el ejército invasor buscó e hizo prisionero al licenciado Herrera. Por otra parte, algunos oficiales y funcionarios lograron huir de Comayagua, entre ellos se encontraban el coronel Remigio Díaz, José Antonio Márquez, José María "Chema" Gutiérrez y el propio Francisco Morazán que lograron llegar a Tegucigalpa.        

## Toma de Tegucigalpa
El Mayor Ramón Anguiano al mando de 200 hombres partió con destino a Tegucigalpa la cual tomo sin mucha oposición, acto seguido se procedió a detener a todo aquel que era seguidor de Herrera o de filiación liberal. 

## Consecuencias
- Dionisio de Herrera fue enviado como prisionero a Guatemala sobre una mula y amarrado con un lazo de cuero retorcido.[3]

- Milla declaró que Herrera dejaba de ser el Jefe Supremo del Estado de Honduras un 18 de agosto convocó a la Asamblea y la cual presidio Juan Fernández Lindo el 13 de septiembre, allí los diputados del país eligieron como jefe de Estado a José Jerónimo Zelaya Fiallos como Vicejefe a Miguel Bustamante y Secretario de Estado a José León Ríos.

- En el es de noviembre de 1827 sucedería la memorable Batalla de La Trinidad en la cual el funcionario Francisco Morazán se convertiría en un héroe nacional y libertador.